# Il terrore dell'Andalusia
Il terrore dell'Andalusia (Carne de horca) è un film del 1953 diretto da Ladislao Vajda.
Il film fu co-prodotto tra Spagna e Italia.

## Riconoscimenti
- Festival di San Sebastián 1953
  - Premio per la migliore fotografia a Otello Martelli
  - Premio per la migliore scenografia ad Antonio Simont